# Портмарнок
Портмарнок (англ. Portmarnock; ирл. Port Mearnóg) — (переписной) посёлок в Ирландии, находится в графстве Фингал (провинция Ленстер).
Местная железнодорожная станция была открыта 25 мая 1844 года, и сейчас относится к сети DART.

## Демография
Население — 8979 человек (по переписи 2006 года). В 2002 году население составляло 8376.
Данные переписи 2006 года:
| Общие демографические показатели |               |                               |                               |      |      |
| Всё население                    | Всё население | Изменения населения 2002—2006 | Изменения населения 2002—2006 | 2006 | 2006 |
| 2002                             | 2006          | чел.                          | %                             | муж. | жен. |
| 8376                             | 8979          | 603                           | 7,2                           | 4473 | 4506 |

В нижеприводимых таблицах сумма всех ответов (столбец «сумма»), как правило, меньше общего населения населённого пункта (столбец «2006»).
| Религия (Тема 2 — 5 : Число людей по религиям, 2006) |             |                |             |            |       |      |
| Католики, чел.                                       | Католики, % | Другая религия | Без религии | не указано | сумма | 2006 |
| 7896                                                 | 87,9        | 528            | 408         | 147        | 8979  | 8979 |

| Этно-расовый состав (Этничность. Тема 2 — 3 : Постоянное население по этническому или культурному происхождению, 2006) |            |              |       |        |        |            |       |       |
| Белые ирландцы | Лухт-шулта | Другие белые | Негры | Азиаты | Другие | Не указано | сумма | 2006  |
| 8180 | 32         | 393          | 16    | 74     | 47     | 88         | 8830  | 8979  |
| Доля от всех отвечавших на вопрос, %                                                                                   |            |              |       |        |        |            |       |       |
| 92,6 | 0,4        | 4,5          | 0,2   | 0,8    | 0,5    | 1,0        | 100   | 98,31 |

1 — доля отвечавших на вопрос о языке от всего населения.
| Владение ирландским языком (Тема 3 — 1 : Число людей от 3 лет и старше по способности говорить по-ирландски, 2006) |      |            |       |       |
| Владеете ли Вы ирландским языком?                                                                                  |      |            |       |       |
| Да | Нет  | Не указано | сумма | 2006  |
| 4224 | 4347 | 150        | 8721  | 8979  |
| Доля от всех отвечавших на вопрос о языке, %                                                                       |      |            |       |       |
| 48,4 | 49,8 | 1,7        | 100   | 97,11 |

1 — доля отвечавших на вопрос о языке от всего населения.
| Использование ирландского языка (Тема 3 — 2 : Говорящие по-ирландски от 3 лет и старше по частоте использования ирландского языка, 2006) |                                                            |                                               |                                               |                                               |                                               |                                               |       |                                     |      |
| Как часто и где Вы говорите по-ирландски?                                                                                                |                                                            |                                               |                                               |                                               |                                               |                                               |       |                                     |      |
| ежедневно, только в образовательных учреждениях                                                                                          | ежедневно, как в образовательных учреждениях, так и вне их | в других местах (вне образовательной системы) | в других местах (вне образовательной системы) | в других местах (вне образовательной системы) | в других местах (вне образовательной системы) | в других местах (вне образовательной системы) | сумма | всего, отвечавших на вопрос о языке | 2006 |
| ежедневно, только в образовательных учреждениях                                                                                          | ежедневно, как в образовательных учреждениях, так и вне их | ежедневно                                     | каждую неделю                                 | реже                                          | никогда                                       | не указано                                    | сумма | всего, отвечавших на вопрос о языке | 2006 |
| 926 | 35                                                         | 85                                            | 248                                           | 1595                                          | 1295                                          | 40                                            | 4224  | 8721                                | 8979 |
| Доля от всех отвечавших на вопрос о языке, %                                                                                             |                                                            |                                               |                                               |                                               |                                               |                                               |       |                                     |      |
| 10,6 | 0,4                                                        | 1,0                                           | 2,8                                           | 18,3                                          | 14,8                                          | 0,5                                           | 48,4  | 100                                 |      |

| Типы частных жилищ (Тема 6 — 1(a) : Число частных домовладений по типу размещения, 2006) |          |         |                 |            |       |      |
| Отдельный дом                                                                            | Квартира | Комната | Переносные дома | не указано | сумма | 2006 |
| 2411                                                                                     | 514      | 1       | 6               | 34         | 2966  | 8979 |